# Ала-ад-дін I Ріайят-шах

Малаккський султанат за панування Ала-ад-дін I Ріайят-шаха

Ала-ад-дін I Ріайят-шах — султан (1477—1488) Малакки за правління якого султанат був на піку своєї сили. Успішно воював з князівствами на Суматрі — Пасай та Ару, влада султана остаточно закріпилася в князівствах Сіак, Кампар, Індрагірі. Ала-ад-дін підтримував дружні стосунки з Китаєм куди в 1481 році відправив посольство.